# BE Circuit 2013/14
Der BE Circuit 2013/14 war die 27. Auflage dieser europäischen Turnierserie im Badminton. 

## Die Wertungsturniere
| Nr. | Termin                          | Turnier                          | Austragungsort    |
| --- | ------------------------------- | -------------------------------- | ----------------- |
| 1   | 1. – 4. Mai 2013                | Denmark International 2013       | Frederikshavn     |
| 2   | 9. – 12. Mai 2013               | Slovenia International 2013      | Medvode           |
| 3   | 16. – 19. Mai 2013              | Greece International 2013        | Loutraki          |
| 4   | 23. – 26. Mai 2013              | Spanish International 2013       | Madrid            |
| 5   | 6. – 9. Juni 2013               | Lithuanian International 2013    | Kaunas            |
| 6   | 3. – 7. Juli 2013               | St. Petersburg White Nights 2013 | Gatchina          |
| 7   | 19. – 22. August 2013           | Bulgaria Open 2013               | Pasardschik       |
| 8   | 28. – 31. August 2013           | Slovak International 2013        | Prešov            |
| 9   | 5. – 8. September 2013          | Kharkiv International 2013       | Charkiw           |
| 10  | 11. – 14. September 2013        | Belgian International 2013       | Leuven            |
| 11  | 19. – 22. September 2013        | Polish International 2013        | Lubin             |
| 12  | 26. – 29. September 2013        | Czech International 2013         | Brno              |
| 13  | 3. – 6. Oktober 2013            | Bulgarian International 2013     | Sofia             |
| 14  | 10. – 13. Oktober 2013          | Irish International 2013         | Dublin            |
| 15  | 17. – 20. Oktober 2013          | Swiss International 2013         | Yverdon-les-Bains |
| 16  | 23. – 26. Oktober 2013          | Israel International 2013        | Chazor Aschdod    |
| 17  | 31. Oktober – 3. November 2013  | Hungarian International 2013     | Budapest          |
| 18  | 14. – 17. November 2013         | Norwegian International 2013     | Sandefjord        |
| 19  | 28. November – 1. Dezember 2013 | Welsh International 2013         | Cardiff           |
| 20  | 4. – 7. Dezember 2013           | Irish Open 2013                  | Dublin            |
| 21  | 10. – 13. Dezember 2013         | Italian International 2013       | Rom               |
| 22  | 19. – 22. Dezember 2013         | Turkey International 2013        | Istanbul          |
| 23  | 9. – 12. Januar 2014            | Estonian International 2014      | Tallinn           |
| 24  | 16. – 19. Januar 2014           | Swedish Masters 2014             | Stockholm         |
| 25  | 23. – 26. Januar 2014           | Iceland International 2014       | Reykjavík         |
| 26  | 19. – 22. Februar 2014          | Austrian International 2014      | Wien              |
| 27  | 6. – 9. März 2014               | Portugal International 2014      | Caldas da Rainha  |
| 28  | 13. – 16. März 2014             | Romanian International 2014      | Timișoara         |
| 29  | 20. – 23. März 2014             | Polish Open 2014                 | Warschau          |
| 30  | 27. – 30. März 2014             | French International 2014        | Orléans           |
| 31  | 3. – 6. April 2014              | Finnish Open 2014                | Vantaa            |
| 32  | 10. – 13. April 2014            | Croatian International 2014      | Zagreb            |
| 33  | 17. – 20. April 2014            | Dutch International 2014         | Wateringen        |